# 戰爭片

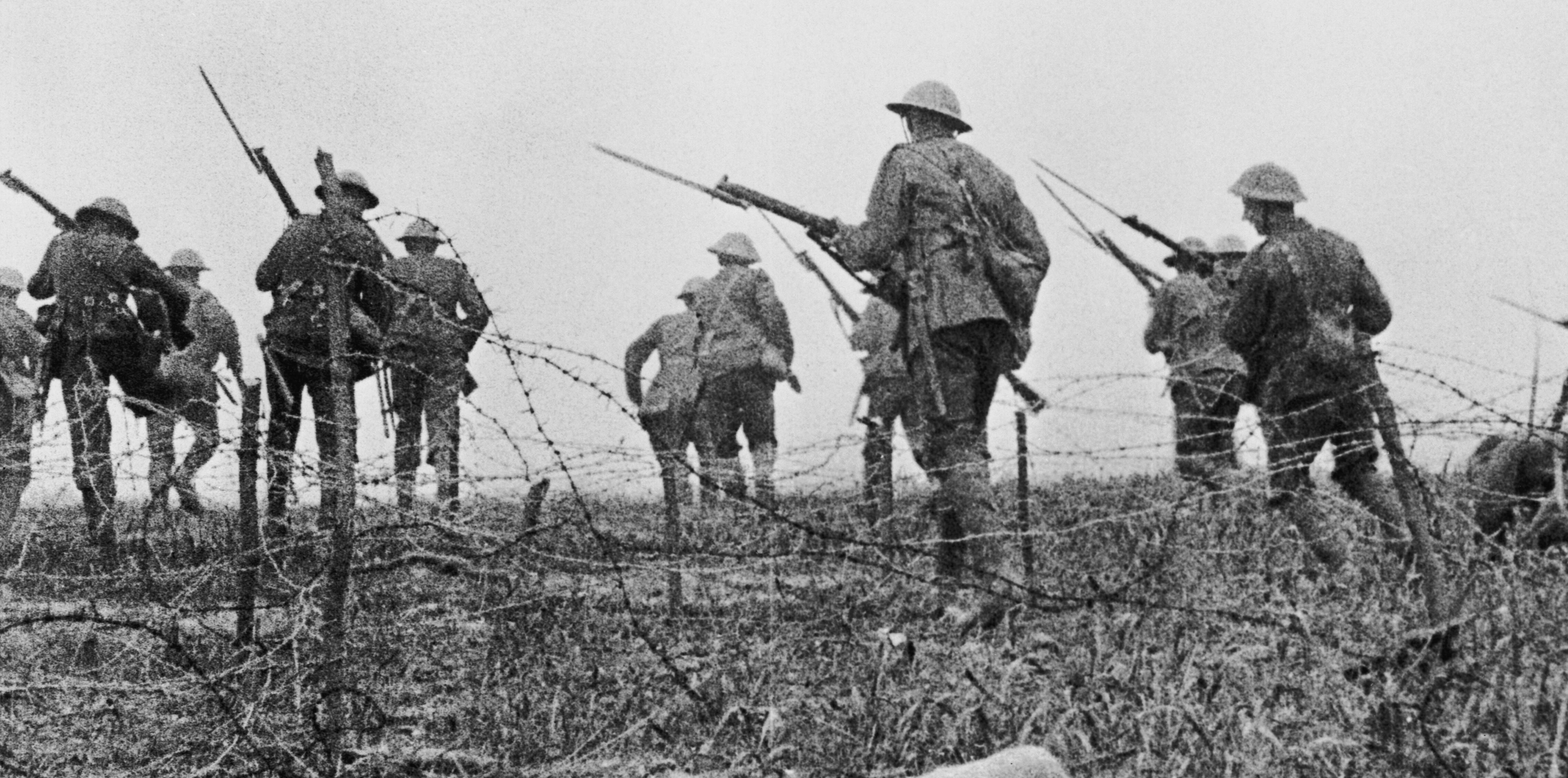
电影《索姆河战役》（1916年）剧照

戰爭片（战争电影，舊稱戰事片）是以戰爭等军事行动为题材的電影。战争片基于真实或虚构的军事行动。战争片以震撼的叙事与视觉表现吸引观众，潜移默化地影响大众对战争的认知，以传递特定的政治议程，甚至重塑对历史的理解。战争片可作为政策宣传的工具，也能成为批判战争与引发反思的有力媒介。